# Digitales Zentralbankgeld

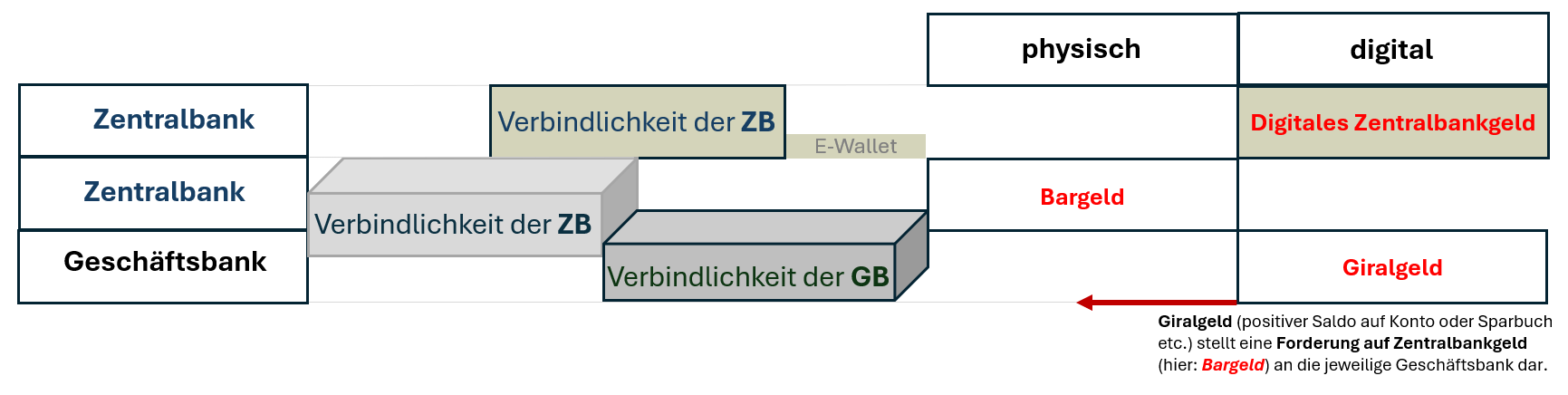
Schema zu Digitalem Zentralbankgeld (CBDC), Bargeld, Giralgeld sowie dazu bestehenden Forderungen bzw. Verbindlichkeiten

Digitales Zentralbankgeld (englisch Central Bank Digital Currency, CBDC) ist elektronisches Geld, das von einer Zentralbank emittiert wird und einem größeren Nutzerkreis zur Verfügung steht als die derzeitige digitale Form der monetären Basis für Geschäftsbanken. In seiner weitesten Ausprägung könnte jeder Bürger oder jedes Unternehmen ein Konto bei der Zentralbank führen. Für den Zahlungsverkehr und zur Wertaufbewahrung könnten Mobile Apps oder anonyme Guthabenkarten genutzt werden. Derzeit gibt es erste Umsetzungen auf den Bahamas, Jamaika, Anguilla und Nigeria (Stand Oktober 2023) sowie zahlreiche Pilot- und Forschungsprojekte in anderen Nationen.

## Entwicklungsgeschichte
Die Idee, von der Zentralbank emittiertes Geld direkt den Privathaushalten zugänglich zu machen, erwähnte schon 1985 James Tobin. Allerdings gab es zu dieser Zeit noch nicht die technologischen Voraussetzungen für eine ortsungebundene Kontoführung. 1993 unternahm die Bank of Finland einen ersten Umsetzungsversuch mit dem Avant Card Smart System. es handelte sich dabei um eine Chipkarte, die mit Geld aufgeladen werden konnte. Da Transaktionen jedoch Gebühren kosteten, konnte sie nicht die nötige Verbreitung erreichen und wurde 2006 eingestellt. Nach den ersten – meist kartenbasierten – Entwürfen für elektronisches Geld griffen die Zentralbanken der G10 das Thema 1995 auf. Allerdings sahen sie sich damals noch nicht in der Rolle, selbst elektronisches Geld anzubieten. Sie diskutierten ausschließlich darüber, wie Anbieter von elektronischem Geld reguliert werden sollten.
Erst 2009 war die technologische Entwicklung so weit, dass mithilfe von Blockchain die erste Kryptowährung Bitcoin an den Markt ging. Danach beschäftigten sich Zentralbanken wieder verstärkt damit, selbst elektronisches Geld anzubieten. 2014 kündigte die Zentralbank in Uruguay ihr Pilotprojekt e-Peso an. Es folgte die Bank of England mit ihrer One Bank Research Agenda zur Erforschung von digitalen Währungen sowie die Pilotprojekte e-krona (schwedisch) und Jasper (kanadisch). Eine breite Aufmerksamkeit bekam das Thema, als 2019 Facebook die Einführung eines Stablecoins Libra bzw. Diem ankündigte, der aber letztendlich aufgrund von Widerständen der Federal Reserve Bank nicht umgesetzt wurde. Die Diskussion wurde dadurch und auch durch die Ankündigung der Chinesischen Zentralbank, nach Pilotversuchen in Regionen mit dem Digital Currency Electronic Payment bald digitales Zentralbankgeld herauszubringen, angeheizt. 2020 wurde das weltweit erste nationale digitale Zentralbankgeld eingeführt – der Sand Dollar auf den Bahamas. 2020 veröffentlichte das World Economic Forum (WEF) einen Leitfaden (CBDC Policy–Maker Toolkit) für Entscheidungsträger. Einer Umfrage im Jahr 2021 nach untersuchen rund 80 % der Zentralbanken weltweit CBDCs, wobei 40 % bereits Proof-of-Concept-Tests durchführen. 2021 veröffentlichten die G7-Staaten Richtlinien zur Einführung von digitalem Zentralbankgeld.

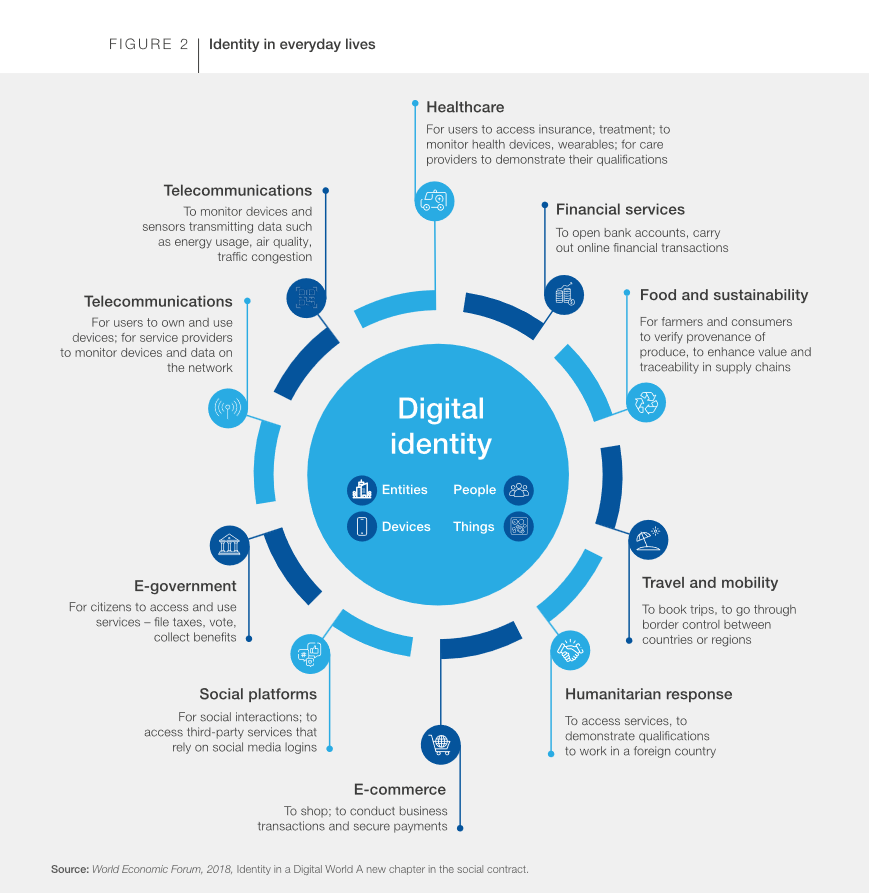
Zur Nutzung digitaler Identität (WEF 2018/22)

2021 erklärte die Bank für Internationalen Zahlungsausgleich gegenüber der Presse: „Die vielversprechendste Ausgestaltung ist digitales Zentralbankgeld, das an eine digitale Identität geknüpft ist […]“
Als Alternative zu Blockchain-basierten Verfahren und dem Diem-Systems startete die niederländische Nonprofit-Organisation NGI im Januar 2024 das Pilotprojekt NGI-Taler basierend auf dem freien GNU Taler-Zahlungsverfahren. Der NGI-Taler wird aus dem Forschungsprogramm Horizont Europa der Europäischen Kommission und dem Schweizer Staatssekretariat für Bildung, Forschung und Innovation finanziert, Projektpartner sind Universitäten und Banken, unter anderem die GLS Gemeinschaftsbank. Im Juli 2022 empfahl die Österreichische Nationalbank das GNU Taler-System als möglichen Kandidaten für eine europäische CBDC.

## Funktionsprinzip
Digitales Zentralbankgeld soll ähnlich dem Bargeld in Umlauf kommen. Die Zentralbanken wären allein berechtigt, digitales Zentralbankgeld in der jeweiligen Währung zu erzeugen. Es käme in Umlauf, indem Bankkunden (Unternehmen und Privathaushalte) das durch die herkömmliche Geldschöpfung der Geschäftsbanken erzeugte Buchgeld in digitales Zentralbankgeld umtauschen. Dazu müssten die Geschäftsbanken zunächst einen Teil ihrer Reserven in digitales Zentralbankgeld (wie Bargeld eine andere Form von Reserve) tauschen, um es dann auf die Kunden übertragen zu können. In der Folge könnte das digitale Zentralbankgeld – ebenfalls ähnlich dem Bargeld – unabhängig von Geschäftsbanken im Zahlungsverkehr benutzt oder aufbewahrt werden.
CBDC-Konten bei der Zentralbank können in Form einer von der Zentralbank verwalteten Blockchain (Distributed-Ledger) oder als herkömmliche Datenbanken organisiert sein. Möglich wäre die Verwaltung des persönlichen Zentralbankkontos im Rahmen des Online-Bankings einer Geschäftsbank. Die Führung dieses Kontos würde aber treuhänderisch erfolgen und die Positionen darauf wären, im Gegensatz zum Geschäftsbankenkonto, nicht Teil der Bilanz der Bank.
Digitales Zentralbankgeld unterliegt der Geldpolitik der Zentralbank und könnte je nach Ausgestaltung auch gesetzliches Zahlungsmittel sein. Man unterscheidet zwischen CBDC, welches von der entsprechenden Zentralbank nur an Geschäftsbanken und Nichtbank-Finanzinstitutionen (NBFI wie Versicherungen) ausgegeben wird (Wholesale CBDC) und einem System, bei welchem CBDC Privathaushalten (Endkunden) direkt zugänglich ist (Retail CBDC). In der aktuellen Diskussion ist allerdings fast ausschließlich von der zweiten Variante die Rede. Vorteil des Retail CBDC für Unternehmen und Privathaushalte ist unter anderem, dass sie nicht mehr wie bei Giralgeld dem Gegenparteirisiko z. B. durch Insolvenz einer Geschäftsbank ausgesetzt wären. Auch könnten grenzüberschreitende Zahlungen bei Umgehung von Geschäftsbanken billiger und schneller werden.
Einige Zentralbanken führen Forschung zum Digitalen Zentralbankgeld durch. Eine Gruppe um die Bank für Internationalen Zahlungsausgleich stellte 2020 fest, dass die Entwicklung von CBDC in digitalisierten Volkswirtschaften mit ausgeprägter informeller Wirtschaft am fortgeschrittensten ist. Keines der untersuchten Projekte zielte darauf ab, Bargeld zu ersetzen, sondern es lediglich digital zu ergänzen. Besonders verbreitet ist ein hybrides System, bei dem das digitale Geld eine bargeldähnliche Direktforderung an die Zentralbank darstellt, der Privatsektor jedoch alle kundenbezogenen Aktivitäten abwickelt.
Als weitere Details der Ausgestaltung von CBDC werden diese Punkte diskutiert:
- Soll Digitales Zentralbankgeld ähnlich dem Bargeld zinsfrei sein oder Zinsen einbringen? (Im Falle von negativen Zinsen würde sich das Guthaben mit der Zeit verringern)
- Falls es Zinsen auf CBDC gibt, sind sie gleich dem Einlagesatz bei der Zentralbank, oder wird hier ein neuer Leitzins definiert?
- Soll die Zentralbank oder der Staat die Möglichkeit bekommen, Geld direkt auf den CBDC-Konten zu erzeugen im Sinne von Helikoptergeld oder Quantitative Easing for the people?
- Sind das Buchgeld der Banken und digitales Zentralbankgeld in beliebiger Höhe 1:1 konvertierbar oder gibt es Höchstgrenzen und bildet sich evtl. ein Wechselkurs?
- Sind anonyme Zahlungen mit einer Mobile App oder einer Art Prepaidkarte bis zu einer bestimmten Grenze möglich oder soll das Prinzip Know your customer für alle Zahlungen gelten?
- Welche Sanktionen von Konten mit kriminellen Aktivitäten oder Geldwäsche sind möglich?
- Sind Geschäftsbanken, die Zentralbank oder andere Dienstleister die treuhänderischen Verwalter der Konten oder Betreiber einer Blockchain? Muss man insbesondere Kunde eines Unternehmens sein, um am Zahlungsverkehr mittels CBDC teilzunehmen?
- Werden im Falle einer Implementierung als Blockchain Smart Contracts im Sinne eines digitalen, programmierbaren Euros möglich sein?

Im Umgang mit der neuen Geldform stellen sich diese Fragen:
- Akzeptieren staatliche Organe z. B. Steuerzahlungen oder Rundfunkbeiträge ausschließlich in Form von CBDC oder weiterhin auch mittels Buchgeld?
- Kann mit der Einführung von Digitalem Zentralbankgeld die Einlagensicherung für Buchgeld abgeschafft oder aufgeweicht werden?
- Wird das Geschäftsmodell der Geschäftsbanken für von ihnen erzeugtes Buchgeld auf Girokonten im Zahlungsverkehr wenig Zinsen zu zahlen gefährdet?

## Verbreitung

### Europa
Zuerst befasste sich in Europa 2016 die Bank of England, insbesondere Michael Kumhof mit CBDCs (Central Bank Digital Currencies).
Im Dezember 2019 erklärte die EZB, die Kosten und Vorteile der Ausgabe einer digitalen Zentralbankwährung (CBDC) zu prüfen.
Am 2. Oktober 2020 veröffentlichte die EZB einen Bericht über den vorgeschlagenen digitalen Euro und leitete eine Versuchsphase sowie eine öffentliche Konsultation ein, um die Vorteile einer solchen digitalen Zentralbankwährung zu untersuchen. Auf dieser Grundlage entschied sie Mitte 2021, die Pläne für einen digitalen Euro weiter zu verfolgen, da in der Erprobungsphase keine technischen Hindernisse festgestellt wurden. Die bis 2023 geplanten Untersuchungen zielen auf die Verteilung an Händler und Bürger, Auswirkungen auf die Märkte sowie die erforderliche europäische Gesetzgebung ab.
Seit 2020 wurden mehrere Projekte In Zusammenarbeit mit der Europäischen Investitionsbank (EIB) gestartet, bei denen die Ausgabe, Kontrolle und Übertragung von CBDC sowie Wertpapier-Token und Smart Contracts auf einer Blockchain getestet wurden.

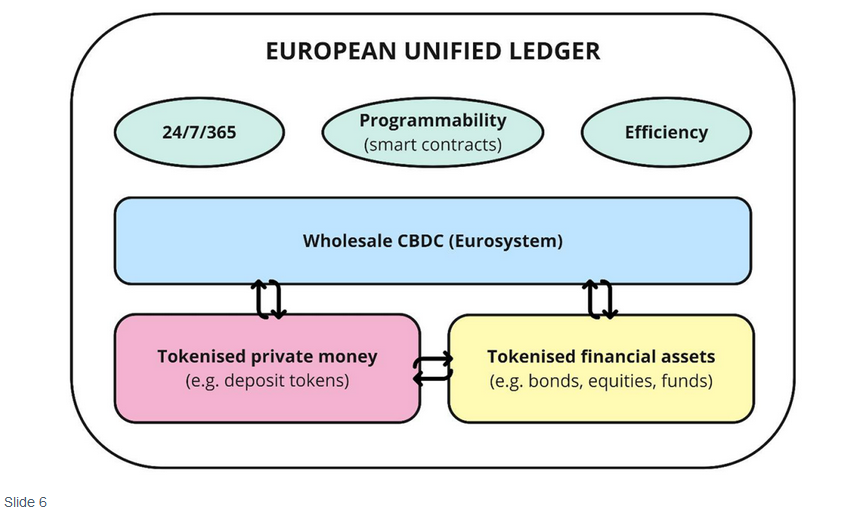
Wholesale CBDC und Tokenisierung innerhalb des „European Unified Ledger“

2023 kooperieren die Deutsche Bundesbank und die Banque de France zum Thema Großkunden-CBDCs (wCBDC) innerhalb des neu gegründeten BIS Innovation Hub Eurosystem Centre. 2024 nimmt die Banque de France als Repräsentantin des Eurosystems am Projekt Agorá zu Großkunden-CBDC sowie Tokenisierung teil.

#### Schweden
Die schwedische Nationalbank schlug im November 2016 eine „e-krona“ vor und begann 2020 mit der Erprobung eines e-krona-Konzepts für die Öffentlichkeit. Das Pilotprojekt basierte auf einer Blockchain. Die erste Phase konzentrierte sich auf Simulationen innerhalb der schwedischen Nationalbank; die zweite Phase 2021 soll auch Transaktionen mit externen Stellen wie Geschäftsbanken umfassen. Das Hauptziel des Pilotprojekts besteht darin, Kenntnisse über die digitalen Kronen aufzubauen.

#### Ukraine
Ende 2016 begann die ukrainische Nationalbank die Möglichkeit zu prüfen, eine eigene digitale Währung, die E-Hrywnja auszugeben. Im Dezember 2018 führte sie schließlich rund 5.500 Token der E-Hrywnja ein und gab sie an eine kleine Anzahl an Teilnehmern aus. Sie sollte uneingeschränkt gegen Bargeld im Verhältnis 1:1 konvertierbar sein. Die E-Hyriwna wurde nicht als ertragsbringendes Instrument entwickelt, sondern funktioniert nur als Tauschmittel und nicht als ein Wertaufbewahrungsmittel. In dem Pilotprojekt, das auf einer Blockchain aufbaute, wurden zentrale und dezentralere sowie anonyme und Nutzer identifizierbare Modelle untersucht.

### Asien

#### China
Seit 2014 entwickelt die Chinesische Volksbank das Projekt DCEP (Digital Currency Electronic Payment), das als „digitaler Yuan“ durch den Yuan gedeckt wird.
Im Jahr 2020 begannen Pilotprojekte von Digital Currency Electronic Payment in den Großstädten Shenzhen, Suzhou, Xiong’an und Chengdu. Ziel war es, die Währung bis zu den Olympischen Winterspielen 2022 einzuführen.
Der digitale Yuan wird von der Chinesischen Volksbank erstellt und ausgegeben. Im Gegensatz zu Bargeld kann unter anderem die Bank die Bewegung jeder digitalen Währungseinheit verfolgen. Geschäftsbanken geben DCEP an Kunden aus, die die Währung von ihren Konten in Wallets oder Apps herunterladen können. Dies ermöglicht kontaktlose, sofortige Zahlungen an alle anderen Nutzer des Dienstes. Dies könnte private Zahlungsdienste wie WeChat oder Alipay ablösen.
In einem der Pilotprojekte enthält eine „Smart Student Card“ neben der Wallet einen GPS-Standortmelder, um Notrufe absenden zu können. Mit einem NFC-Modul können Schüler mit der Karte bezahlen. Eltern und Schulen sehen Standorte der Schüler jederzeit. Auch Smart Contracts sind Teil der Karte. Die Schule kann geeignete Händler in- und außerhalb der Schule auswählen, für die Schüler Geld auf ihrer Karte ausgeben können. Eltern, Schulen und Behörden können Ausgaben nachverfolgen. Aus der Ferne können digitale Yuans aufgefüllt werden. Alex Gladstein (2021) und Kevin Dowd (2024) verorten die Bemühungen chinesisches Zentralbankgeld einzuführen mit einem Social-Engineering-Momentum.

#### Thailand
Die Bank von Thailand veröffentlichte am 2. April 2021 eine Studie zu Auswirkungen des Retail CBDC im Finanzsektor des Landes sowie Umfrageergebnisse aus der Öffentlichkeit. Die Zentralbank geht davon aus, dass die Nachfrage der Öffentlichkeit nach CBDC für den Einzelhandel im Laufe der Zeit zunehmen wird und dass CBDC künftig zu einer alternativen Zahlungsoption werden könnte, die Bargeld und E-Geld teilweise ersetzt. Die Bank von Thailand kündigte weitere Tests im zweiten Quartal 2022 zur Bewertung des Einsatzes von CBDC bei bargeldähnlichen Aktivitäten in begrenztem Umfang, z. B. Annahme, Umtausch oder Bezahlung von Waren und Dienstleistungen an.

#### Kambodscha
In Kambodscha wurde der Bakong als digitales Zentralbankgeld eingeführt.

### USA
Aus Perspektive der „RAND Corporation“ stellen ausländische CBCDs keine sicherheitspolitische Notwendigkeit zur Einführung eines Digitalen Dollar (US-CBDC) dar, allerdings ermögliche eine Teilnahme am CBDC-System neue sicherheitspolitische Möglichkeiten, eine Erleichterung der Verfolgung ausländischer Investitionen innerhalb der USA sowie ein Einfrieren von Vermögenswerten. Der Vorsitzende des FED-Aufsichtsrates Jerome Powell erklärte im März 2024, dass von der FED in absehbarer Zeit keine „US-CBDC“ angestrebt werde.

### Sonstige
Wholesale CBDC, die Interbankenzahlungen ermöglichen, werden von Zentralbanken in Kanada, der Jasper, und der Südafrikanischen Republik, der Khokhag, ausgegeben.

## Multi-CBDC-Platform und „Finternet“
Unterschiedliche Varianten Digitalen Zentralbankgeldes (Retail CBDCs für Konsumenten und kleinere Unternehmen, Wholesale CBDCs für Geschäftsbanken sowie für Finanzkonzerne) stellen nach Entwürfen der Bank für Internationalen Zahlungsausgleich bloß Bestandteile einer umfassenderen Finanzarchitektur dar. Hyun Song Shin spricht 2022 von „Multi-CBDC-Platform“ (mCBDCs), Agustín Carstens 2023/24 von Finternet.

“In 2023, we set out a blueprint for ‘unified ledgers’ that could realise the full benefits of tokenisation by combining tokenised central bank money with tokenised deposits and assets on programmable digital platforms, eliminating the need for complex messaging and reconciliation systems.”

„Im Jahr 2023 haben wir einen Entwurf für ‚Unified Ledgers‘ vorgelegt, mit denen die Vorteile der Tokenisierung voll ausgeschöpft werden könnten, indem tokenisiertes Zentralbankgeld mit tokenisierten Einlagen und Vermögenswerten auf programmierbaren digitalen Plattformen kombiniert wird, wodurch die Notwendigkeit komplexer Nachrichtenübermittlungs- und Abgleichsysteme entfällt.“

### Unified Programmable Ledger (UPL)
2023 erklärte Carstens, dass die Steuerung des Unified Ledger von der Zentralbank übernommen werden möchte – unter Teilnahme anderer Behörden sowie privater Sektoren. Zur möglichen Einbettung politischer Regularien erwähnt Carstens ein Beispiel zu Singapur: „Das Singapore Centre des BIS Innovation Hub plant zum Beispiel Experimente mit der Einbettung politischer und regulatorischer Maßnahmen in Smart Contracts, um Vorschriften zu automatisieren und die Transparenz zu erhöhen.“

## Meinungen
Zentralbanken untersuchen vor allem die Frage, ob CBDC im Falle von Krisen zu mehr oder weniger Stabilität im Finanzsystem beiträgt. Wegen der durch die Zentralbank garantierten Sicherheit der neuen Geldform könnten in unsicheren Zeiten große Mengen von Bankeinlagen in CBDC umgeschichtet werden. Die Bank of England unterstreicht, dass die konkrete Ausgestaltung dieses Liquiditätsrisiko für die Geschäftsbanken wirkungsvoll eingrenzen kann. Der Generaldirektor für Marktinfrastrukturen und Zahlungsverkehr im Direktorium der Europäischen Zentralbank, Ulrich Bindseil, führt aus, dass das Abwandern von Kundeneinlagen in Krisenzeiten in der Vergangenheit bereits durch digitale Überweisungen zu sichereren Kreditinstituten dominiert wurde und digitales Zentralbankgeld somit keine neue Situation schafft. Die Deutsche Bundesbank erklärt:

„Für Kritiker ist die Geldschöpfungskapazität des Bankensystems eine der zentralen Ursachen für destabilisierende Finanzzyklen und Finanzkrisen. Deshalb werden seit einiger Zeit Vorschläge diskutiert, die auf einer vollständigen Deckung von Einlagen durch Zentralbankgeld basieren und so die Kreditschöpfungsmöglichkeiten des Bankensektors begrenzen wollen. Es ist jedoch nicht erkennbar, dass diese Beschränkungen tatsächlich zu einem insgesamt stabileren Finanzsystem führen, als dies über eine zielführende Regulierung ohnehin auch möglich wäre.“

Auf Initiative der Deutschen Bundesbank und des Bundesministeriums der Finanzen erarbeitete 2020 eine Arbeitsgruppe eine Stellungnahme zu Geld in programmierbaren Anwendungen. Im Gegensatz zu Veröffentlichungen einzelner Interessenverbände haben hier Vertreter aus Politik, Zentralbanken, Industrie, Handel, IT-Unternehmen und Banken eine gemeinsame Position verfasst. Unter allen diskutierten Möglichkeiten wird tokenisiertem Geschäftsbankengeld und digitalem Zentralbankgeld der größte Funktionsnutzen beigemessen.
FED-Gouverneur Christopher Waller kann 2021 keinen nennenswerten Vorteil von CBDCs erkennen: „… CBDC remains a solution in search of a problem.“
Der Deutsche Sparkassen- und Giroverband positioniert sich kritisch zu einer Einführung von digitalem Zentralbankgeld. Den Geschäftsbanken würde ein Teil ihres Geschäftsmodells entzogen, falls CBDC einen nennenswerten Teil des im Zahlungsverkehr umlaufenden Giralgeldes ersetzt. In der Regel zahlen Banken keine Zinsen auf solche Sichteinlagen. Müssten sie stattdessen digitales Zentralbankgeld für ihre Kunden beschaffen, hätten sie dafür bei konventioneller Geldpolitik den vollen Hauptrefinanzierungssatz zu tragen. Diese Zinsen kämen als vermehrter Geldschöpfungsgewinn der Zentralbank durch Ausschüttung an den Staat der Allgemeinheit zugute. Im Falle von negativem Einlagesatz und Überschussreserven durch quantitative Lockerung würden Geschäftsbanken allerdings von der Auszahlung von CBDC profitieren.
Der Bundesverband deutscher Banken sieht die Einführung von Digitalem Zentralbankgeld für alle Bürger mittelfristig als unvermeidbar an. Insbesondere führt er die drohende Konkurrenz globaler Stablecoins von Unternehmen mit hoher Nutzerzahl wie Facebook oder Google an. Ferner sei die Programmierung von Zahlungsabläufen mittels Smart Contracts eine notwendige Innovation. Der Bundesverband plädiert jedoch für eine Nutzung von CBDC vornehmlich als Zahlungsmittel und nicht zur Wertaufbewahrung.
Initiativen zur Einführung von Vollgeld sehen mit digitalem Zentralbankgeld einen Teil ihrer Forderungen erfüllt. Einige setzen CBDC mit Vollgeld gleich und befürworten die zunehmenden Einflussmöglichkeiten durch die Zentralbanken auf das Geldsystem sowie die Sicherheit dieses Geldes für die Nutzer. Vollgeldbefürworter wünschen bei der Umsetzung digitale Zentralbankgeldkonten für alle Bürger sowie die Integration von CBDC mit dem Kreislauf der monetären Basis bei dann gleichem Zinssatz. Ferner die freie Konvertierbarkeit zwischen Giralgeld und CBDC, die Priorisierung staatlicher Organe für das neue Geld und eine signifikante Reduzierung der staatlichen Gewährleistung des Giralgelds durch Zentralbank und Regierung. Instabilitäten bei Einführung von CBDC führen sie auf das vorhandene Buchgeldsystem zurück und lasten sie nicht dem für Kunden sichereren Digitalen Zentralbankgeld an.
Joseph Huber glaubt, dass die Zentralbank mit Digitaler Währung wieder von einer „Bank der Banken“ zu einer „Bank des Staates“ wird. Sie sei als eine Vierte Staatsgewalt anzusehen, eine „Monetative“ in Ergänzung zur Legislative, Exekutive und Judikative. Die Gefahr einer „leviathanischen Zentralbehörde, womöglich Zentralplanbehörde“ lehnt er als unreelle Projektion ab, da eine CBDC keine spezifischen finanz- und realwirtschaftlichen Lenkungsfunktionen beinhalte, sondern der Fokus der Zentralbanken auf dem Monetären läge.
Eswar Prasad warnt davor, dass autoritäre Regierungen mit CBDCs die Überwachung ihrer Bürger erhöhen können. Regierungen, die sich in eine autoritäre Richtung bewegen, könnten ihre Macht weiter ausbauen und die demokratischen Checks and Balances unterlaufen. Fundamentale Rechte wie Meinungsfreiheit, Versammlungsfreiheit und friedlicher Protest können in Gefahr geraten. Aber auch liberale Demokratien könnten in Versuchung geraten mittels „Smart Money“, welches kein neutrales Medium des Austauschs mehr ist, Social Engineering zu betreiben und zu regulieren, ob jemand zum Beispiel Alkohol, Drogen, Munition oder Pornographie erwerben darf.